# Samia cynthia

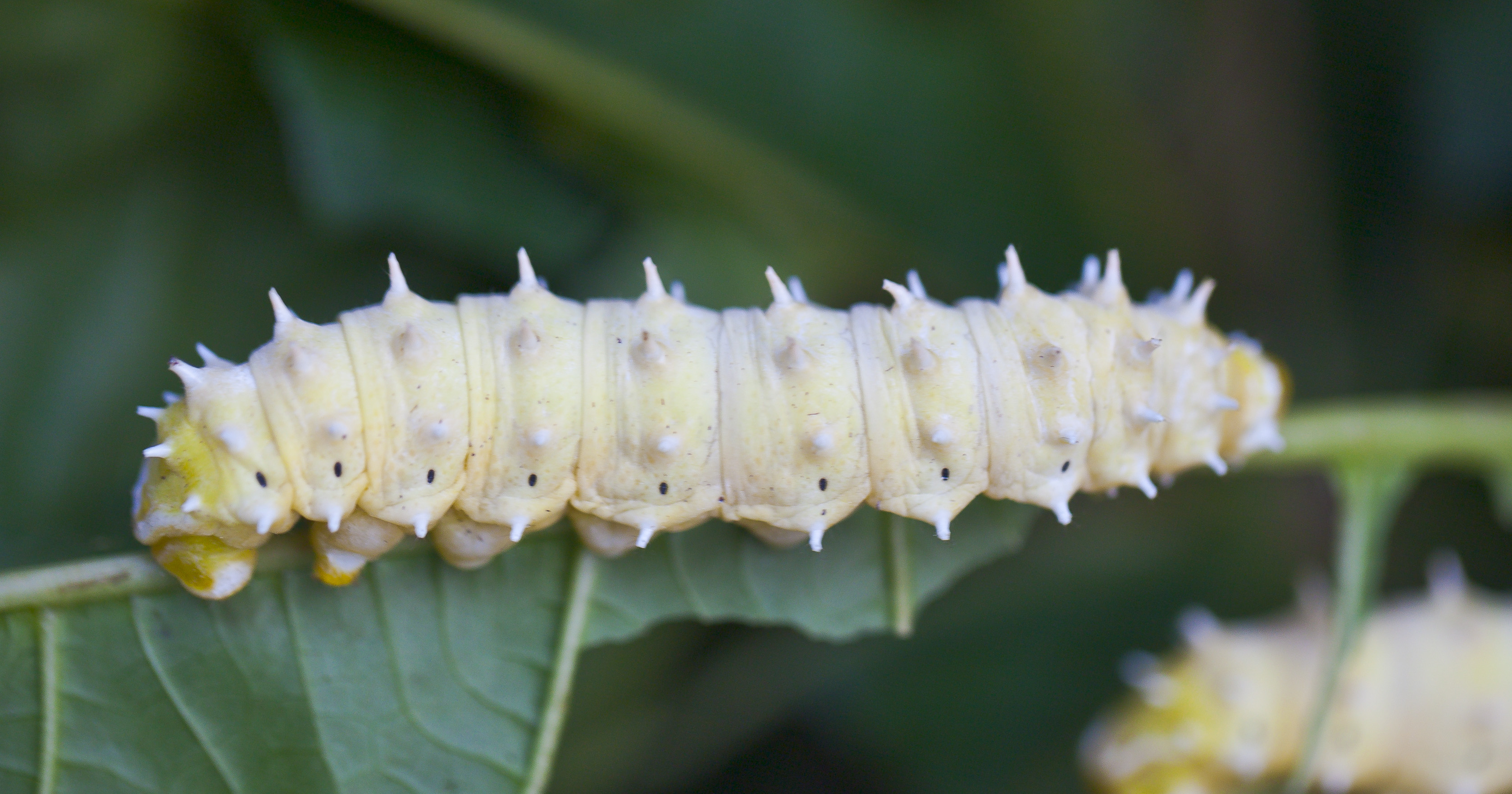
Eruga de Samia cynthia

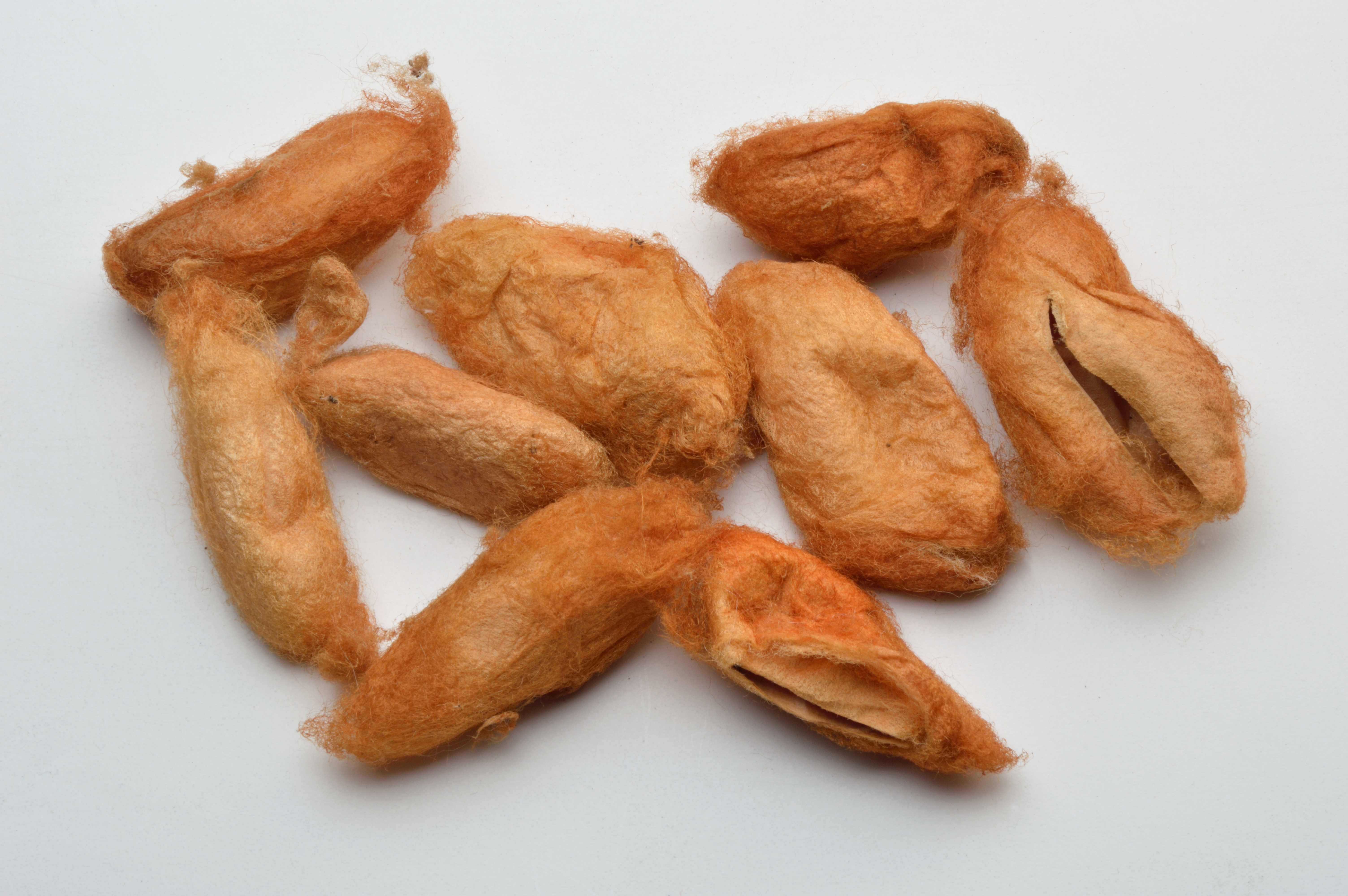
Capolls de seda de Samia cynthia

Samia cynthia és una espècie de lepidòpter ditrisi de la família dels satúrnids (Saturniidae) originària de la Xina i Corea, per bé que ha estat introduïda a diverses parts del món, incloent-hi la península Ibèrica.
S'utilitza per produir un tipus de seda però s'alimenta de fulles d'arbres del gènere Ailanthus a diferència del cuc de la seda comú, Bombyx mori, que ho fa de les moreres (del gènere Morus). Samia cynthia té les ales molt grosses, de 113–125 mm i amb una taca en forma de creixent de lluna en les ales anteriors i posteriors.

## Samia cynthia ricini
La subespècie S. cynthia ricini, que es troba a l'Índia s'alimenta de les fulles del ricí i també produeix un tipus de seda (en anglès: eri silk). Aquesta subespècie és la que està completament domesticada.
Aquesta seda és molt duradora però no es pot extreure sencera del capoll i, per tant, es forma una mena de llana o cotó.

## Distribució
Peigler & Naumann (2003), van revisar el gènere Samia:

Poblacions indígenes

Àsia: Xina (Zhejiang, Shanghai, Jiangxi, Jiangsu, Shandong, Beijing, Shanxi, Liaoning, Heilongjiang), Corea (Pyongan del Nord, Pyongan del Sud, Pyongyang, Kangwon, Kyongsan del sud).
Poblacions introduïdes (escapades del cultiu o introduïdes i naturalitzades)

Àsia: Japó; Índia

Australàsia: Austràlia

Amèrica: Canadà, Estats Units, Veneçuela, Uruguai, Brasil.

Àfrica: Tunísia.

Europa: França, Àustria, Suïssa, Alemanya, Espanya, Bulgària.

## Cicle vital

### Ous
Els ous blanquinosos, marcats de marró, els pon en fileres de 10 a 20 ous en fulles. L'eclosió dels ous triga 7–10 dies.

### Larves
Les larves són gregàries i de primer són de color groc. La màxima llargada és de 70–75 mm.

### Pupes
El capoll és d'un color blanc a gris.

### Adults
Les femelles s'aparellen al vespre o la nit després d'emergir al matí. Els vols dels adults es produeixen durant maig i juny (al nord d'Europa i té una sola generació). Al sud d'Europa una segona generació parcialment pot ocórrer al setembre

## Plantes on s'alimenta
Les larves es poden alimentar d'altres plantes però en els ailants (Ailanthus altissima) els resultats són millors i en el cas de la subespècie S. cynthia ricini sobre el Ricinus communis.